# أرون وينشتاين
أرون وينشتاين (بالإنجليزية: Aaron Weinstein)‏ هو عازف جاز أمريكي، ولد في 31 يوليو 1985 في ويلميت في الولايات المتحدة.

## وصلات خارجية
- الموقع الرسمي
- أرون وينشتاين على موقع IMDb (الإنجليزية)
- أرون وينشتاين على موقع ميوزك برينز (الإنجليزية)
- أرون وينشتاين على موقع ديسكوغز (الإنجليزية)